# ウァサゴ

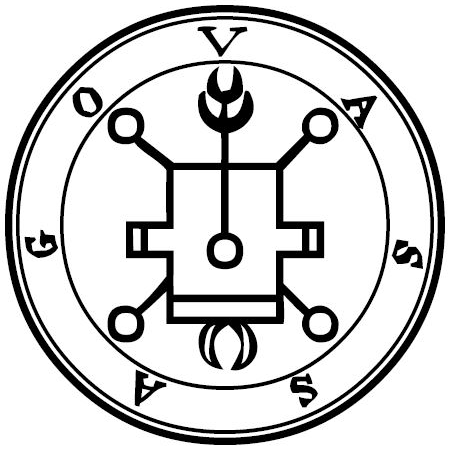
『ゴエティア』に記されたウァサゴのシジル

ウァサゴ（Vassago ヴァッサゴー）は、悪魔学における悪魔の一人。

## 概要
『ゴエティア』によると、26の軍勢を率いる序列3番の地獄の君主。
召喚者の前に現れる時の姿の詳しい描写はなく不明である。その性質はアガレスと同一とされるが、アガレスよりも良い性質で召喚される。
過去・現在・未来の出来事に関して詳しく、隠されたものの探索や女性の愛を煽動すると言われている。
ヴァサゴは「慈善な性格」であると言われている。